# خطيب بدلة
خطيب بدلة أديب وكاتب سوري من مواليد مدينة معرتمصرين في محافظة إدلب عام 1952, يحمل شهادة الإجازة في العلوم الاقتصادية من جامعة حلب سنة 1976. له مجموعات قصصية وكتب عدة مسلسلات تلفزيونية وإذاعية مختلفة. تمتاز أعماله الأدبية بالسخرية ويكتب أعماله الإذاعية والتلفزيونية بأسلوب كوميدي شعبي.

## أعمال أدبية ودراسات
- حكى لي الأخرس 1987.
- عودة قاسم ناصيف الحق 1989.
- امرأة تكسر الظهر 1994.
- وقت لطلاق الزوجة 1998.
- حادث مرور 2002.
- التداوي بالأدب 2005
- إمبراطورية المجانين الديمقراطية العليا 2006
- سيرة الحب 2009
- احترامي سيدي المواطن 2009.[2]
- عصفورية- 2010
- المستطرف الأزرق 2010
- المستطرف الأخضر 2011
- المستطرف الليلكي 2013
- قصص وحكايات وطرائف من عصر الديكتاتورية في سوريا 2014
- حكايات سورية لها علاقة بالاستبداد (مع نخبة من الكتاب) 2015
- السوريون منبطحاً- 2017
- تجربتي في الثورة السورية- 2018
- كوميديا الاستبداد- 2018
- أبو دياب يتكلم في الأفراح رواية 2019
- السيرة الرحبانية الفيروزية 2020 ـ
- أساطير بعثية- قصص 2021
- أبو فستوك المخبر اللورد 2022
- الداشر رواية 2022[3]
- فريد الفتى الفريد قصة 2023

## أعمال درامية
- مسلسل تلك الأيام عن قصة لحسيب كيالي (20) حلقة إخراج رياض ديار بكرلي.
- مسلسل شخصيات على الورق (29 حلقة) إخراج رياض ديار بكرلي.
- مسلسل البصير عن قصة لعبد العزيز هلال 14 حلقة إخراج أنيسة عساف.
- مسلسل دوار القمر، إخراج خالد الخالد (18 حلقة).
- ثلاثية الخلود إخراج حسن عويتي.
- ثلاثية بنت عمو ما حدا غريب بالاشتراك مع مروان فنري، إخراج محمد إسماعيل آغا.
- فيلم العاشق- عن قصة لأديب النحوي حاز الفيلم على الجائزة الذهبية بمهرجان القاهرة لعام 1999

## أعمال إذاعية
- شخصيات كوميدية – تقديم عمر حجو، إخراج مروان قنوع.
- لا تواخذونا – إخراج مصطفى فهمي البكار.
- مسرح رمضان الإذاعي - إخراج مظهر الحكيم.
- حكايات ابن العم - عن قصة لحسيب كيالي، إخراج فاضل وفائي.
- أخت الرجال – إخراج فاضل وفائي.
- سلامات - إخراج جمال عقاد.
- تلك الأيام - عن موسوعة الأسدي، ثلاثة أجزاء 75 حلقة إخراج نذير عقيل.
- جماليات الغناء العربي- 31 حلقة، غذاعة سلطنة عمان

## أعمال أخرى
- كتب القصة والمقالة، محلياً في الصحف والمجلات التالية: (البعث– الثورة – ملحق الثورة- تشرين – تشرين الأسبوعي – الدومري – الأسبوع الأدبي – الموقف الأدبي–النور- المبكي- أسامة)
- عربياً: في صحيفة الخليج، ثم في البيان واستمر هذا سنين طويلة. وفي صحيفة السياسة والهدف بالكويت. ومتفرقات في: شؤون أدبية والرافد، ومجلة الوحدة المغاربية، ولوتس التونسية، والبيان الكويتية، والفيصل السعودية.وكتب زاوية فضائيات في القدس العربي- وزاوية مواطنون لا رعايا في موقع زمان الوصل- وكتب في اورينت نت- ومجلة الدوحة- وهنا صوتك الهولندية- ويكتب زاوية أسبوعية في صحيفة العربي الجديد- وله مدونة إمتاع ومؤانسة في العربي الجديد. في سنة 2013- حتى 2016 أصدر مجلة كش ملك الإلكترونية الساخرة.
- إعداد كتاب «الساخرون- نماذج من القصة الساخرة في سورية» عام 1992,[4]
- كتاب عنه: عالم خطيب بدلة السردي 2005 تأليف محمد محي الدين مينو.